# Старий Крим (селище)
Ста́рий Крим (урум. Эст’и Хырым) — селище Маріупольської міської громади Маріупольського району Донецької області, Україна. Розташоване за 7 км на північний захід від Маріуполя і за 13 км від залізничної станції Маріуполь. Населення — 6 025 мешканців (2015).

## Історія
Населений пункт заснований у 1780 році греками-урумами, депортованими Російською імперією з Кримського ханства.
15 листопада 1938 року Старому Криму надано статус селища міського типу. 26 січня 2024 року в Україні набув чинності закон № 3285-IX, який передбачає дерадянізацію адміністративно-територіального устрою України і скасування статусу СМТ.
На фронтах Другої світової війни бився 251 житель селища, 240 із них загинули в боротьбі з ворогом, 200 удостоєні бойових урядових нагород. На честь воїнів, полеглих у боях за відвоювання селища, встановлено пам'ятник.
У 1970-ті роки у селищі мешкало близько 6 000 осіб. Тут були середня школа, в якій навчалось близько 800 дітей і працювало 45 вчителів, клуб на 100 місць, бібліотека з книжковим фондом 5 тисяч примірників, амбулаторія (медичну допомогу населенню надавали 27 медпрацівників, у тому числі три лікаря). Працював дитячий комбінат на 140 місць, торговий центр, магазини, їдальня, кафе, дві установи побутового обслуговування, поштове відділення і ощадна каса. З 1970 по 1975 рік у селищі побудовані 50 індивідуальних будинків, торговий центр, дитячий комбінат.

## Населення

### Мова
Розподіл населення за рідною мовою за даними перепису 2001 року:
| Мова            | Кількість | Відсоток |
| --------------- | --------- | -------- |
| російська       | 5978      | 96.30%   |
| українська      | 203       | 3.27%    |
| грецька         | 20        | 0.32%    |
| румунська       | 1         | 0.02%    |
| інші/не вказали | 6         | 0.09%    |
| Усього          | 6208      | 100%     |

За даними перепису 2001 року населення селища становило 6208 осіб, із них 3,27 % зазначили рідною мову українську, 96,30 % — російську, 0,32 % — грецьку, 0,02 % — молдовську мову.

### Чисельність населення
| Рік  | Кількість мешканців |
| ---- | ------------------- |
| 1859 | 874                 |
| 1886 | 929                 |
| 1897 | 1779                |
| 1908 | 1896                |
| 1939 | 4546                |
| 1959 | 4364                |
| 1966 | 5800                |
| 1970 | 5431                |
| 1976 | 6000                |
| 1979 | 6073                |
| 1987 | 6300                |
| 1988 | 6300                |
| 1989 | 6238                |
| 1992 | 6500                |
| 1998 | 6100                |
| 2001 | 6208                |
| 2004 | 6100                |
| 2009 | 6092                |
| 2010 | 6088                |
| 2011 | 6069                |
| 2012 | 6053                |
| 2013 | 6047                |
| 2014 | 6051                |
| 2015 | 6025                |
| 2017 | 5957                |
| 2019 | 5887                |

## Економіка
Видобуток граніту; поблизу Старого Криму — родовище графіту. Значна частина населення працює на підприємствах Маріуполя.

## Культура
Старий Крим 2005 року приймав міжнародний фестиваль грецької культури «Мега-Йорти» імені Доната Патричі.

## Персоналії
Див. також: Почесні громадяни селища Старий Крим.
- Белочуб Пантелеймон Федорович — махновець.
- Буданов Абрам Єфремович (1886—1929) — анархо-махновець учасник махновського руху в Донбасі. Незмінний член Реввійськради РПАУ
- Кіор Валерій Іванович (1951) — поет, літературознавець, перекладач. Член Національної спілки письменників України.